# آن‌ها در شب زندگی می‌کنند
آن‌ها در شب زندگی می‌کنند (انگلیسی: They Live by Night) یک فیلم نوآر آمریکایی به کارگردانی نیکلاس ری محصول سال ۱۹۴۸ میلادی است که بر پایهٔ رمان دزدانی مثل ما نوشتهٔ ادوارد اندرسون ساخته شد و نخستین فیلم سینمایی ری به‌شمار می‌رود.
این فیلم را پیش‌قراول فیلم‌های موسوم به زوج فراری به‌ویژه بانی و کلاید دانسته‌اند. رابرت آلتمن نسخهٔ بازسازی‌شده‌اش به نام دزدانی مثل ما را در سال ۱۹۷۴ ساخت.